# Parafia Najświętszej Maryi Panny Zwycięskiej w Częstochowie
Parafia Najświętszej Maryi Panny Zwycięskiej w Częstochowie – rzymskokatolicka parafia, położona w dekanacie Częstochowa – św. Zygmunta, archidiecezji częstochowskiej w Polsce, erygowana w 1957 r.

## Historia
Parafia Najświętszej Maryi Panny Zwycięskiej w Częstochowie została wydzielona z obszaru parafii św. Rodziny. Została erygowana 7 maja 1957 roku przez biskupa  Zdzisława Golińskiego. Pierwszym proboszczem był ks. Franciszek Musiel. W latach 1957–1959 msze odbywały się w kaplicy domu zakonnego Sióstr Pallotynek przy ul. Słowackiego 17. Następnie parafia zaadaptowała pod kaplicę budynek gospodarczy na sąsiedniej działce, dokąd przeniesiono sprawowanie liturgii i gdzie odbywała się katechizacja dzieci i młodzieży z osiedla Trzech Wieszczy.
3 lipca 1975 roku drugi proboszcz ks. Włodzimierz Rataj, po uzyskaniu pozwolenia na budowę świątyni, rozpoczął budowę kościoła według projektu architekta Antoniego Mazura. 31 maja 1977 roku biskup Stefan Bareła dokonał aktu wmurowania kamienia węgielnego z grobu św. Piotra. W 1984 roku został ukończony kościół dolny. Kościół górny oddano do użytku w 1988 roku – za probostwa ks. Jana Marczewskiego. W latach 1995–2000 proboszcz ks. Kazimierz Zalewski w pełni wyposażył świątynię. Konsekracja świątyni odbyła się 7 października 2002 roku przy udziale arcybiskupa Stanisława Nowaka.